# Ragunda nya kyrka
Ragunda nya kyrka är en kyrkobyggnad i Ragunda kommun. Den är församlingskyrka i Ragunda församling, Härnösands stift.

## Kyrkobyggnaden
Kyrkan uppfördes åren 1846-1849 efter ritningar av arkitekt Johan Fredrik Åbom och invigdes 1853. Stenkyrkan består av ett långhus med nordsydlig orientering. I söder finns ett rakt avslutat kor med sakristia. I norr finns ett kyrktorn med ingång.

## Inventarier
- Predikstolen är tillverkad 1846-1849 av Salomon Jonsson-Hägglöf.
- Altartavlan är en trärelief tillverkad 1940 av konstnären Olof Ahlberg. Motivet är "Kristus kommer till sin församling".
- Dopfunten av kalksten är från Brunflo.

### Webbkällor
- Information från Ragunda församling
- Wikimedia Commons har media som rör Ragunda nya kyrka.